# Селман, Реджеп
Реджеп Селман (макед. Реџеп Селман; род. 8 апреля 1986, Охрид) — северомакедонский легкоатлет, специалист по прыжкам в высоту и тройным прыжкам. Выступал за сборную Республики Македонии по лёгкой атлетике в 2000-х годах, многократный победитель и призёр первенств национального значения, действующий рекордсмен страны, участник ряда крупных международных турниров, в том числе летних Олимпийских игр в Пекине.

## Биография
Реджеп Селман родился 8 апреля 1986 года в городе Охрид, Югославия.
Выступал на различных международных соревнованиях по лёгкой атлетике начиная с 2002 года.
В июле 2003 года на соревнованиях в болгарском Пловдиве установил ныне действующий национальный рекорд Республики Македонии в прыжках в высоту на открытом стадионе — 2,10.
В 2004 году вошёл в состав национальной сборной и выступил в прыжках в высоту на юниорском мировом первенстве в Гроссето.
В 2007 году в тройном прыжке стартовал на чемпионате Европы в помещении в Бирмингеме и на молодёжном европейском первенстве в Дебрецене.
В июне 2008 года на соревнованиях в словацкой Банска-Бистрице установил ныне действующий национальный рекорд Республики Македонии в тройном прыжке на открытом стадионе — 15,46. Благодаря череде удачных выступлений удостоился права защищать честь страны на летних Олимпийских играх в Пекине — на предварительном квалификационном этапе тройного прыжка показал результат 15,29 и в финал не вышел.
После пекинской Олимпиады Селман остался действующим спортсменом на ещё один олимпийский цикл и продолжил принимать участие в крупнейших международных турнирах. Так, в 2010 году он стартовал в тройном прыжке на чемпионате Европы в Барселоне, но с результатом 15,39 не смог преодолеть предварительный квалификационный этап.
Завершил спортивную карьеру по окончании сезона 2011 года.